# 盧卡諾影展兒童獎
盧卡諾影展兒童獎（英語：Locarno Kids Award），亦稱作「盧卡諾兒童獎」，是盧卡諾影展自2021年頒發的獎項，主要表彰和授予能夠將電影帶給年輕觀眾的人。

## 歷史概要
2021年，時逢第74屆盧卡諾影展開展，盧卡諾影展主辦單位正式設立「盧卡諾影展兒童獎」表彰將電影帶給年輕觀眾的人，同時官方建立新影展單元「盧卡諾兒童播映場次（Locarno Kids：Screenings）」，在該單元播放面向年輕族群的電影。
首屆盧卡諾影展兒童獎授獎時，正值嚴重特殊傳染性肺炎疫情，主辦單位以視訊通話的方式，遠程授獎給該屆獲獎者日本動畫導演細田守，表彰其職業生涯前20年的貢獻，兼以此致敬後者該年發表的新作品《龍與雀斑公主》在當屆影展進行瑞士首映，該片因而成為首部獲得盧卡諾影展兒童獎的動畫電影。此外，主辦單位還在該屆影展設置的兒童電影節目，播映細田守先前的作品《狼的孩子雨和雪》、《怪物的孩子》。
自從首屆頒獎典禮過後，盧卡諾影展開始維持播放該獎項的獲獎者的電影作品的慣例，也會安排獲獎者的其他電影在該屆影展出展。獲獎者在當屆盧卡諾影展播映的作品，不限於當年發行的新作，例如2022年舉辦的第75屆盧卡諾影展，主辦單位為表彰第二屆盧卡諾影展兒童獎獲獎者蓋丹賈里·拉奧（Gitanjali Rao），在該年選擇播映蓋丹賈里於2006年出品的《Printed Rainbow》。蓋丹賈里同時成為首名獲頒該獎項的女性導演兼印度人士。

## 歷屆獲獎者
以下是獲得這個獎項的獲獎者，還有主辦單位安排獲獎者在影展播映的電影作品：
| 年度   | 獲獎者播映電影與發行年分           | 電影原名                | 獲獎者其他出展電影                                                        | 獲獎導演      | 電影製作國    | 參考來源 |
| ------ | ---------------------------------- | ----------------------- | ------------------------------------------------------------------------- | ------------- | ------------- | -------- |
| 2021年 | 《龍與雀斑公主》（2021年）         | 竜とそばかすの姫        | 《狼的孩子雨和雪》、《怪物的孩子》                                        | 細田守        | 日本、 爱尔兰 | [ 1 ]    |
| 2022年 | 《印刷彩虹》（2006年）             | Printed Rainbow         | 不適用                                                                    | 蓋丹賈里·拉奧 | 印度          | [ 3 ]    |
| 2023年 | 《企鵝寶貝：南極的旅程》（2005年） | La Marche de l'Empereur | 《從前有座森林》、《狐狸與我》、《冰川與蒼穹》、《企鵝寶貝2：極地的呼喚》 | 呂克·賈蓋     | 法國          | [ 4 ]    |
| 2024年 | 《好野人出沒，注意！》（2024年）   | Sauvages                | 《Ma vie de Courgette》等短片集                                           | 克勞德·巴哈   | 瑞士          | [ 7 ]    |

## 備註
1. ↑  蓋丹賈里·拉奧同時在第75屆盧卡諾影展，被選為當屆影展的評審團成員[5]
2. ↑  《龍與雀斑公主》為日本動畫工作室地圖工作室主導製作，但與愛爾蘭Cartoon Saloon（英语：Cartoon Saloon）動畫工作室合製[6]

## 外部連接
- 洛迦諾國際影展官方網站 （页面存档备份，存于）